# Camponotus fabricator
Camponotus fabricator är en myrart som först beskrevs av Smith 1858.  Camponotus fabricator ingår i släktet hästmyror, och familjen myror. Inga underarter finns listade.